# Albert Sybrandus Keverling Buisman
Albert Sybrandus Keverling Buisman (Hardinxveld, 2 november 1890 – Bandung, 1944) was een Nederlands grondmechanicus en hoogleraar. Hij wordt gezien als de grondlegger van de grondmechanica in Nederland.

## Biografie
Na de hogereburgerschool (hbs) in Dordrecht ging Keverling Buisman weg- en waterbouwkunde studeren aan de Technische Hogeschool in Delft, een studie die hij gedeeltelijk financierde door bijlessen te geven. Als beste van zijn jaar behaalde hij in 1912 er zijn diploma als civiel ingenieur. Aansluitend trad hij in dienst van de 'Hollandsche Maatschappy tot het maken van werken in Gewapend Betons' (later de Hollandse Beton Groep HBG). In 1914 vertrok hij samen met zijn echtgenote voor HBG naar Tandjong Priok, in het toenmalige Nederlands-Indië, waar hij als adviseur betrokken was bij diverse bouwactiviteiten op het gebied van fundatie en grond.
Vier jaar later, in 1918, keerde het echtpaar terug naar Nederland waar hij in 1919 werd aangesteld als hoogleraar in de toegepaste mechanica aan de Technische Hogeschool Delft. Hij begon een onderzoek naar de mechanische eigenschappen van grond, en bedacht de techniek van het sonderen.
Samen met Gerrit Hendrik van Mourik Broekman richtte hij in 1934 het Laboratorium voor Grondmechanica op, dat later opging in GeoDelft en nu onderdeel is van Deltares. De eerste grote opdracht van het engineeringinstituut was het vooronderzoek voor de fundering van de Maastunnel in Rotterdam, die in 1942 werd geopend.
In 1939 reisde Keverling Buisman naar Nederlands-Indië, maar kon vanwege het uitbreken van de oorlog niet naar Nederland terugkeren. Hij overleed in 1944 in een Japans interneringskamp, waar hij sinds 1943 was geïnterneerd.

## Erkenning
Als opvolger van de Geo-Oscars wordt sinds 2009 op de tweejaarlijkse Geotechniekdag van het Koninklijk Instituut van Ingenieurs (KIVI) de "Keverling Buisman Prijs" uitgereikt voor publicaties die bijdragen aan de ontwikkeling van het vakgebied Geo-engineering. In 2017 werd prof. ir. Keverling Buisman geselecteerd voor de Alumni Walk of Fame ter gelegenheid van het 175-jarig bestaan van de TU Delft. Keverling Buisman kreeg dit eerbetoon omdat hij de grondlegger is van de grondmechanica in Nederland.
- Gemeinsame Normdatei: 105756558X
- International Standard Name Identifier: 0000 0000 3412 3827
- Library of Congress Control Number: n2003019158
- Nederlandse Thesaurus van Auteursnamen: 155729411
- Virtual International Authority File: 63380016
- WorldCat: E39PBJppxpMgKFyQGJCCPMPxXd